# Canton du Mêle-sur-Sarthe
Pour les articles homonymes, voir Mele (homonymie).
Le canton du Mêle-sur-Sarthe est une ancienne division administrative française située dans le département de l'Orne et la région Basse-Normandie.

## Géographie
Ce canton est organisé autour du Mêle-sur-Sarthe dans l'arrondissement d'Alençon. Son altitude varie de 132 m (Hauterive) à 224 m (Boitron) pour une altitude moyenne de 169 m.

## Histoire
De 1833 à 1848, les cantons de Courtomer et du Mêle-sur-Sarthe avaient le même conseiller général. Le nombre de conseillers généraux était limité à trente par département.

## Représentation

### conseillers généraux de 1833 à 2015
| Période    | Période          | Identité                                                        | Étiquette              | Qualité |
| ---------- | ---------------- | --------------------------------------------------------------- | ---------------------- | --- |
| 1833       | 1842             | Jean Clogenson                                                  | Majorité ministérielle | Conservateur de la bibliothèque publique d'Alençon, ancien préfet de l'Orne, magistrat, député (1835-1839) |
| 1842       | 1848             | Claude Alexis Delangle                                          |                        | Propriétaire, maire de Sées, ancien conseiller d'arrondissement du canton de Courtomer |
| 1848       | 1855             | Louis Antoine Marie Avesgo comte de Coulonges                   |                        | Propriétaire, maire de Coulonges-sur-Sarthe |
| 1855       | 1869 (décès)     | Auguste Philibert Forcinal                                      |                        | Propriétaire et éleveur à Saint-Aubin-d'Appenai |
| 1869       | 1894 (démission) | Comte Pierre-Louis Roederer (1824-1896)                         | Droite                 | Agronome, attaché d'ambassade à Rome, exploitant du domaine de Bois-Roussel, maire de Bursard (1864-1896) |
| 1894       | 1898 (décès)     | Pierre François Gilbert Tircuy de Corcelle (1851-1898)          | Républicain            | Ministre plénipotentiaire, maire d'Essay |
| 1899       | 1934             | Comte Louis Roederer (1856-1940)                                | Conservateur           | Officier supérieur de cavalerie, président de Saint-Gobain, maire de Bursard |
| 1934       | 1940             | Gérald de Moulins de Rochefort (1886-1965, gendre du précédent) | URD                    | Propriétaire du château de Bois-Roussel, éleveur de chevaux à Bursard, nommé conseiller départemental en 1943, président du conseil départemental (1943-1945)                                                                           |
|            |                  |                                                                 |                        | |
| 1945       | 1951             | Marcel Gadois (1891-1961)                                       | ?                      | Agent d'assurances, Le Mêle-sur-Sarthe |
| 1951       | 1967 (décès)     | Comte Amédée-Robert d'Harcourt                                  | Droite                 | Chef d'escadron, maire d'Essay (1929-1967), vice-président de la chambre d'agriculture, ancien conseiller d'arrondissement |
| 2 mai 1967 | 1994             | Pierre d'Harcourt (1929-2019)                                   | DVD puis RPR           | Maire d'Essay (1967-1995) |
| 1994       | 2001             | Serge Marpaud                                                   | DVD                    | Gérant d'entreprises, maire de Coulonges-sur-Sarthe |
| 2001       | 2015             | Christophe de Balorre                                           | RPR puis UMP puis DVD  | Ancien président de l'Union départementale des affaires familiales (UDAF) de l'Orne, maire de Saint-Léger-sur-Sarthe, président de la CC du Pays Mêlois, premier vice-président du conseil général, élu en 2015 dans le canton de Radon |

### Conseillers d'arrondissement (de 1833 à 1940)
| Période                                  | Période      | Identité                             | Étiquette | Qualité |
| ---------------------------------------- | ------------ | ------------------------------------ | --------- | --- |
| 1833                                     | 1845         | René Jean Lindet                     |           | Cultivateur, éleveur de chevaux, adjoint au maire de Saint-Léger-sur-Sarthe                                 |
| 1845                                     | 1848         | Charles Philibert Desprez-Taillis    |           | Éleveur de chevaux, maire de Boitron                                                                        |
| 1848                                     | 1852         | Achille Éléonore Brunet              |           | Pharmacien, maire du Mêle                                                                                   |
| 1852                                     | 1870         | Charles Philibert Desprez-Taillis    |           | Éleveur de chevaux, maire de Boitron                                                                        |
|                                          |              |                                      |           | |
|                                          | 1893 (décès) | François Céneri Forcinal (1835-1893) |           | Propriétaire à Saint-Aubin-d'Appenai                                                                        |
| 1893                                     |              | Édouard Moreuil (1870-1942)          |           | Cultivateur éleveur de chevaux, maire de Saint-Aubin-d'Appenai                                              |
|                                          |              |                                      |           | |
| 1913                                     | 1931         | Comte Albert de Bouillé (1855-1933)  | Libéral   | Officier de cavalerie, maire de Coulonges-sur-Sarthe                                                        |
| 1931                                     | 1940         | Comte Amédée d'Harcourt (1893-1967)  | Droite    | Chef d'escadron, maire d'Essay (1929-1967), vice-président de la chambre d'agriculture                      |
| 1940                                     |              |                                      |           | Les conseils d'arrondissement ont été suspendus par la loi du 12 octobre 1940 et n'ont jamais été réactivés |
| Les données manquantes sont à compléter. |              |                                      |           | |

## Composition

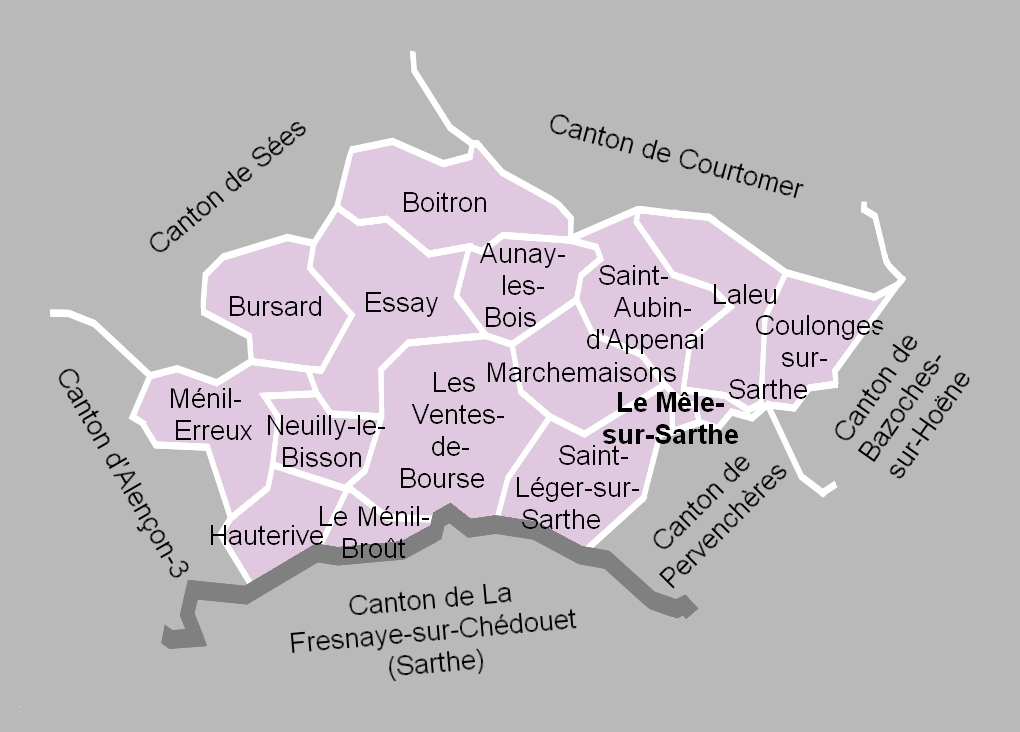
La carte des communes du canton. Les cantons limitrophes étaient ceux de Sées, de Courtomer, de Bazoches-sur-Hoëne, du Pervenchères, de La Fresnaye-sur-Chédouet et d'Alençon-3.

Le canton du Mêle-sur-Sarthe comptait 5 118 habitants en 2012 (population municipale) et groupait quinze communes :
- Aunay-les-Bois ;
- Boitron ;
- Bursard ;
- Coulonges-sur-Sarthe ;
- Essay ;
- Hauterive ;
- Laleu ;
- Marchemaisons ;
- Le Mêle-sur-Sarthe ;
- Le Ménil-Broût ;
- Ménil-Erreux ;
- Neuilly-le-Bisson ;
- Saint-Aubin-d'Appenai ;
- Saint-Léger-sur-Sarthe ;
- Les Ventes-de-Bourse.

À la suite du redécoupage des cantons pour 2015, toutes les communes à l'exception de Boitron sont rattachées au canton de Radon. Boitron est intégré au canton de Sées.

### Anciennes communes
Les anciennes communes suivantes étaient incluses dans le territoire du canton du Mêle-sur-Sarthe :
- Mont-Perroux, absorbée en 1811 par Essay.
- Vandes, absorbée en 1811 par Ménil-Erreux.
- Échuffley, absorbée en 1840 par Essay.

## Démographie
| 1962  | 1968  | 1975  | 1982  | 1990  | 1999  | 2006  | 2011  | 2012  |
| ----- | ----- | ----- | ----- | ----- | ----- | ----- | ----- | ----- |
| 4 507 | 4 479 | 4 345 | 4 402 | 4 365 | 4 499 | 4 948 | 5 122 | 5 118 |